# Perloid

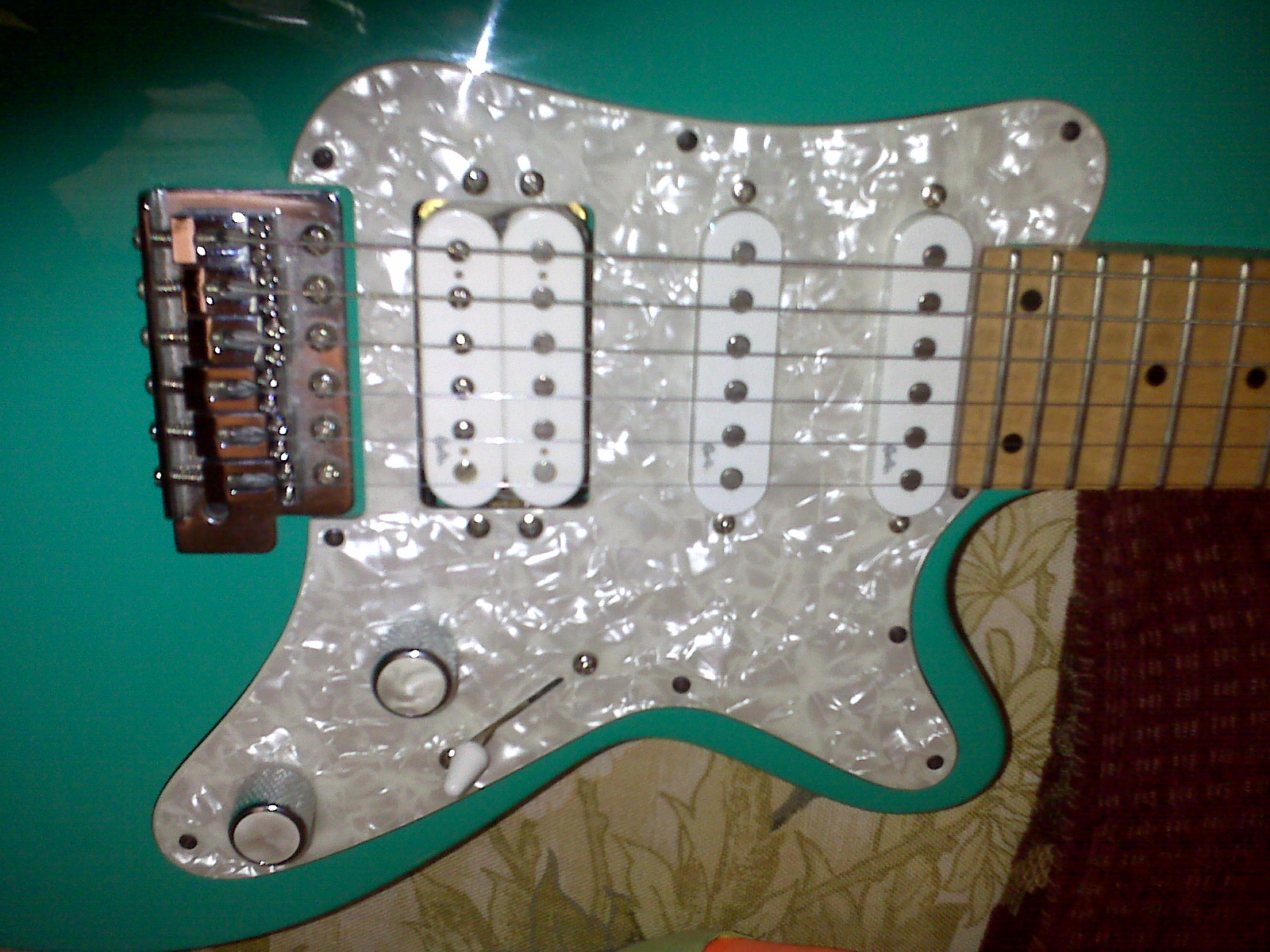
Détail du pickguard en perloid d'une guitare Godin.

Le Perloid est une matière plastique conçue pour imiter ou évoquer la nacre. Elle est utilisée pour la construction de certains instruments, notamment pour le pickguard des guitares électriques et pour les accordéons.
En français, on le retrouve dans les descriptions d'instruments sous les appellations Perloid, Perloïd, mais aussi très fréquemment sous sa forme anglaise Pearloid (de pearl, perle). On trouve aussi parfois la forme incorrecte Perloïde (synonyme de Plécoptère selon le Larousse).

## Fabrication
Le Perloid est obtenu en mélangeant des morceaux de Celluloïd dans un solvant. Le tout est ensuite séché puis collé sur des plaques d'autres matériaux comme du bois pour obtenir un aspect de nacre.

## Utilisation
Le Perloid est utilisé dans tous les cas où l'on souhaite obtenir un effet de nacre en s'affranchissant du coût et des difficultés d'obtention de nacre véritable, surtout pour de grandes surfaces. 
Il est particulièrement utilisé dans les instruments de musique, notamment les plaques recouvrant l'électronique des guitares électriques ou encore pour les accordéons.